# Unai Bustinza Martínez
Unai Bustinza Martínez (Bilbao, 2 de febrer de 1992) és un futbolista professional basc que juga com a defensa a la Sociedad Deportiva Amorebieta.
El 2014 l'entrenador Ernesto Valverde va decidir incorporar-lo a la plantilla del primer equip de l'Athletic Club.

## Carrera de club
Bustinza va ingressar al planter de l'Athletic Club el 2002, a deu anys. Va debutar com a sènior amb el CD Basconia la temporada 2010–11 a la tercera divisió.
El maig de 2011, Bustinza fou promocionat al Bilbao Athletic a la segona divisió B. Hi va jugar amb regularitat durant les següents campanyes, i la 2012–13 fins i tot va marcar cinc gols.
El 15 de juliol de 2014, Bustinza fou promocionat al primer equip a La Liga. Va debutar en la competició el 25 d'agost, entrant com a suplent els darrers minuts en una victòria per 1–0 a fora contra la UD Almería.
Bustinza va jugar com a titular per primer cop amb l'Athletic el 2 de maig de 2015, en un empat 0–0 contra l'Atlètic de Madrid, i fou expulsat al minut 93 per doble targeta groga. Posteriorment el mateix mes, jugaria els 90 minuts a la final de la Copa del Rei de futbol 2014-15 contra el FC Barcelona, que els bascos perderen per 1–3.
El 22 de juliol de 2015, Bustinza fou cedit al CD Leganés de la segona divisió, per jugar-hi la temporada 2015–16. Després d'aconseguir l'ascens a la primera divisió, va signar un contracte permanent per tres anys amb el club, el 18 de juliol de l'any següent, després de rescindir la seva vinculació amb l'Athletic.